# Jökulfirðir
Le Jökulfirðir, toponyme islandais signifiant littéralement en français « les fjords du glacier », est un fjord du Nord-Ouest de l'Islande, dans le Nord des Vestfirðir. Il tire son nom de la présence du Drangajökull situé au sud-est. Ses rivages sont inhabités, seulement fréquentés en saison estivale par des touristes. Aucune route ou piste n'y mène, seulement des sentiers de randonnée.